# Scaled Composites Proteus
Scaled Composites Model 281 Proteus je zrakoplov tandemskih krila visoke izdržljivosti. Projektirao ga je Burt Rutan radi ispitivanja mogućnosti primjene zrakoplova na telekomunikacijskim rutama velike visine. Izradila ga je tvrtka Scaled Composites. Proteus može letjeti i bez ljudske posade.
Do danas je napravljen samo jedan primjerak. Registriran je kao N281PR. Sadašnji vlasnik je Northrop Grumman.
Proteus je višemisijska letjelica koja može nositi različite terete na trbušnom pilonu. Zbog svog krajnje učinkovitog dizajna može orbitirati na visini od 19800 metara više od 18 sati. 
Prvi je let ostvarila 26. srpnja 1998. godine. 
Proteus je zrakoplov kojemu je ljudska posada jedna od opcija. Njime obično upravljaju dvojica pilota u kabini pod tlakom. Proteus je u mogućnosti obavljati misije poluautomatski ili da se njime daljinski upravlja s tla.

## Svjetski rekordi
Svjetski koji je Proteus postavio u svojoj kategoriji po Međunarodnoj zrakoplovnoj federaciji:
- visina: piloti Mike Melvill i Robert Waldmiller, 19277 m, 25. listopada 2000.[1]
- visina u vodoravnom letu: piloti Mike Melvill i Robert Waldmiller, 19015 m, 25. listopada 2000.[1]
- visina s 1000 kg tereta: piloti Mike Melvill i Robert Waldmiller, 17067 m, 27. listopada 2000.[1]